# Padru
Padru ist eine italienische Gemeinde (comune) mit 2089 Einwohnern (Stand 31. Dezember 2023) in der Provinz Nord-Est Sardegna auf Sardinien. Die Gemeinde liegt etwa 13 Kilometer südlich von Olbia am Parco Regionale dell'Oasi di Tepilora und grenzt unmittelbar an die Provinz Nuoro.

## Einzelnachweise

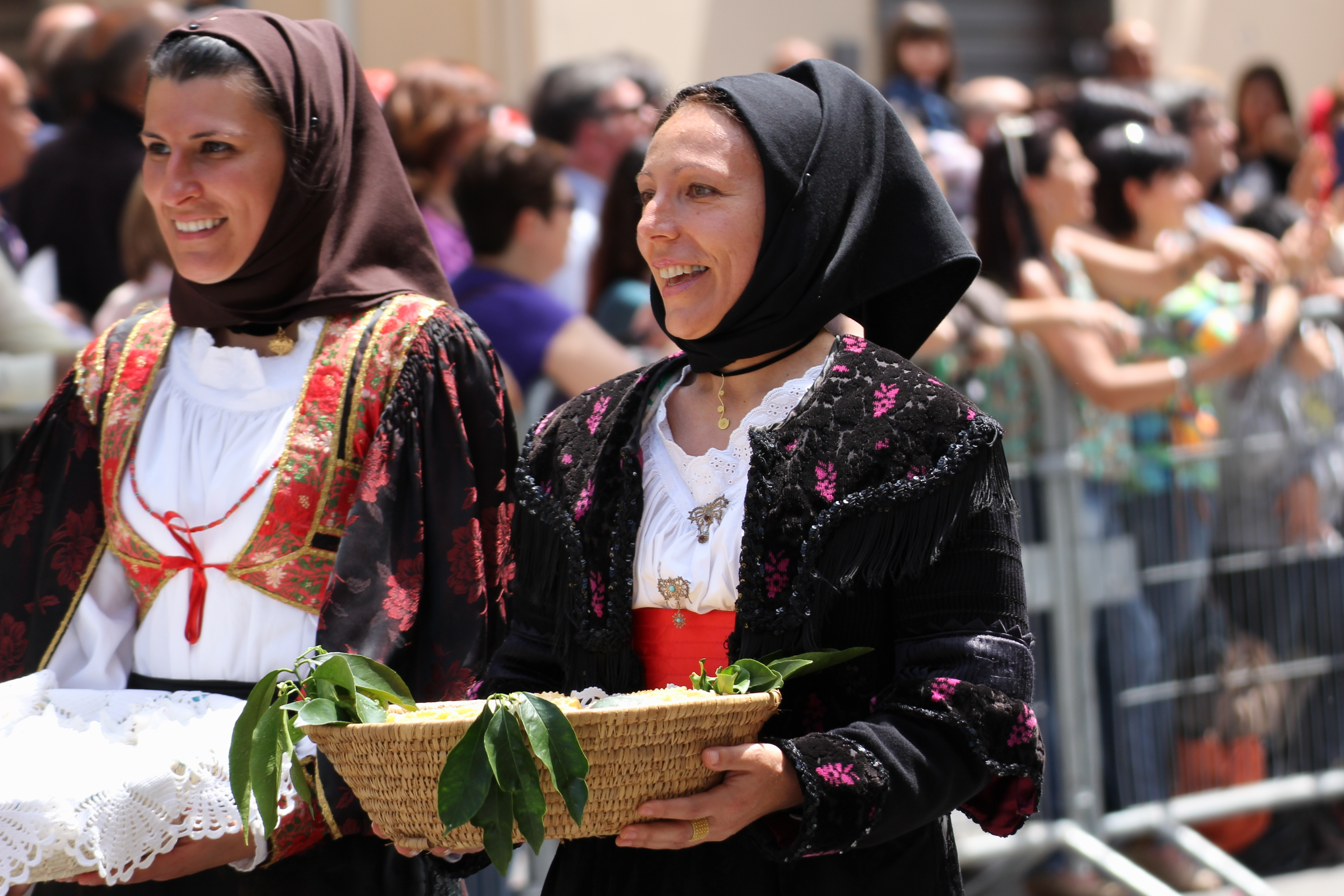
Traditionelle Tracht